# Medida completa
En matemáticas, una medida completa (o, más precisamente, un espacio de medidas completo) es un espacio de medidas en el que cada subconjunto de cada conjunto nulo es medible (teniendo medida cero). Más formalmente, un espacio de medida (X, Σ, μ) está completo si y sólo si  
{\displaystyle S\subseteq N\in \Sigma {\mbox{ and }}\mu (N)=0\ \Rightarrow \ S\in \Sigma .}

## Motivación
La necesidad de considerar cuestiones de completitud se puede ilustrar considerando el problema de los espacios de productos.
Supongamos que ya hemos construido la medida de Lebesgue en la recta real: denotamos este espacio de medidas por {\displaystyle (\mathbb {R} ,B,\lambda ).} Ahora deseamos construir alguna medida de Lebesgue bidimensional. {\displaystyle \lambda ^{2}} en el avión {\displaystyle \mathbb {R} ^{2}} como medida del producto. Ingenuamente, tomaríamos el 𝜎 -álgebra {\displaystyle \mathbb {R} ^{2}} ser {\displaystyle B\otimes B,} el álgebra 𝜎 más pequeña que contiene todos los "rectángulos" medibles {\displaystyle A_{1}\times A_{2}} para {\displaystyle A_{1},A_{2}\in B.}
Si bien este enfoque define un espacio de medidas, tiene un defecto. Dado que cada conjunto singleton tiene una medida de Lebesgue unidimensional cero,{\displaystyle \lambda ^{2}(\{0\}\times A)\leq \lambda (\{0\})=0}para any subconjunto {\displaystyle A} de {\displaystyle \mathbb {R} .} Sin embargo, supongamos que {\displaystyle A} es un subconjunto no medible de la línea real, como el conjunto de Vitali. Entonces el {\displaystyle \lambda ^{2}} -medida de {\displaystyle \{0\}\times A} no está definido pero{\displaystyle \{0\}\times A\subseteq \{0\}\times \mathbb {R} ,}y este conjunto más grande tiene {\displaystyle \lambda ^{2}} -medida cero. Por lo tanto, esta "medida de Lebesgue bidimensional", tal como se acaba de definir, no está completa y se requiere algún tipo de procedimiento de finalización.

## Construcción de una medida completa
Dado un espacio de medida (posiblemente incompleto) (X, Σ, μ), hay una extensión (X, Σ0, μ0) de este espacio de medida que está completo.  La extensión más pequeña (es decir, la σ -álgebra Σ 0 más pequeña) se llama compleción del espacio de medidas.
La terminación se puede construir de la siguiente manera:
- sea Z el conjunto de todos los subconjuntos de los subconjuntos de medida μ cero de X (intuitivamente, aquellos elementos de Z que aún no están en Σ son los que impiden que la integridad sea cierta);
- sea Σ 0 el σ -álgebra generado por Σ y Z (es decir, el σ -álgebra más pequeño que contiene cada elemento de Σ y de Z);
- μ tiene una extensión μ 0 a Σ 0 (que es única si μ es σ -finita), llamada medida exterior de μ, dada por el mínimo

{\displaystyle \mu _{0}(C):=\inf\{\mu (D)\mid C\subseteq D\in \Sigma _{0}\}.}
Entonces (X, Σ0, μ0) es un espacio de medida completo y es la finalización de (X, Σ, µ).
En la construcción anterior se puede demostrar que cada miembro de Σ 0 es de la forma A ∪ B para algunos A ∈ Σ y algo de B ∈ Z, y
{\displaystyle \mu _{0}(A\cup B)=\mu (A).}

## Ejemplos
- La medida de Borel tal como se define en el álgebra σ de Borel generada por los intervalos abiertos de la línea real no está completa y, por lo tanto, se debe utilizar el procedimiento de finalización anterior para definir la medida de Lebesgue completa. Esto se ilustra por el hecho de que el conjunto de todos los conjuntos de Borel sobre los reales tiene la misma cardinalidad que los reales. Mientras que el conjunto de Cantor es un conjunto de Borel, tiene medida cero, y su conjunto potencia tiene una cardinalidad estrictamente mayor que la de los reales. Por tanto, hay un subconjunto del conjunto de Cantor que no está contenido en los conjuntos de Borel. Por tanto, la medida Borel no está completa.
- La medida de Lebesgue n -dimensional es la finalización del n -producto del espacio de Lebesgue unidimensional consigo mismo. También es la finalización de la medida de Borel, como en el caso unidimensional.

## Propiedades
El teorema de Maharam establece que todo espacio de medidas completo se puede descomponer en medidas continuas y una medida de conteo finita o contable.